# Podura
Super-famille
Famille
Genre
Synonymes
- Podurella Motschulski, 1850
- Hydropodura Börner, 1901

Podura est un genre de collemboles, le seul de la famille des Poduridae et de la super-famille des Poduroidea.

## Distribution
Les espèces de ce genre se rencontrent en zone holarctique.

## Habitat
L'espèce Podura aquatica est très commune dans les lagunes et les grandes flaques d'eau.

## Description
Ces collemboles présentent un corps allongé d'environ un millimètre généralement de couleur noire ou grisâtre, avec des antennes courtes et une bouche dirigée vers le bas. Les deux yeux sont de couleur noire. L'abdomen est composé de six segments et le thorax de trois segments.

## Liste des espèces
Selon Checklist of the Collembola of the World (version du 21 septembre 2019) :
- Podura aquatica Linnæus, 1758
- Podura infernalis Motschulski, 1850

## Publications originales
- Linné, 1758 : Systema naturæ per regna tria naturæ, secundum classes, ordines, genera, species, cum characteribus, differentiis, synonymis, locis. Tomus I. Editio decima, reformata. Holmiæ,. Salvius, p. 1-824 (texte intégral).
- Latreille, 1804 : Histoire naturelle, générale et particulière, des crustacés et des insectes. (texte intégral).